# Спиридонов, Константин Алексеевич
Константин Алексеевич Спиридо́нов (1902—1990) — советский учёный, изобретатель, конструктор паровых турбин.
Лауреат Сталинской (1952) и Ленинской (1963) премий.

## Биография
Родился во Владимире. Окончил механический факультет Иваново-Вознесенского политехнического института (1929).
В 1931—1983 годах работал на ЛМЗ: конструктор, в 1946—1963 годах зам. главного конструктора, с 1963 года — главный конструктор конструкторского отдела паровых турбин.
С 1983 года на пенсии.
Дети: Сын Алексей, дочь Ирина.

## Награды и премии
- Ленинская премия (1963) — за участие в создании паровой турбины ПВК-200-130 мощностью 200 000 кВт
- Сталинская премия третьей степени (1952) — за разработку конструкции и освоение производства унифицированной серии паровых турбин высокого давления
- орден Октябрьской революции
- орден Трудового Красного Знамени
- медали